# تلیله انگشت‌دراز
تلیله انگشت‌دراز (نام علمی: Calidris subminuta) نام یک گونه از سرده تلیله است.